# Simfonia núm. 1 (Rautavaara)
La Simfonia núm. 1, op. 5, va ser composta pel finlandès Einojuhani Rautavaara el 1955 mentre encara estudiava als Estats Units. Es va estrenar el 1957 a Hèlsinki per la Orquestra Simfònica de la Ràdio Finlandesa.
Estructurada originalment en quatre moviments lent-ràpid-lent-ràpid, el 1988 es va convertir en una estructura de dos moviments, «amb un moviment principal expansiu, romàntic i carregat de patetisme, seguit d'un scherzo grotesc i irònic», segons el compositor. El 2003, Rautavaara va incorporar un moviment tranquil i líric entre els dos de la revisió anterior.

## Moviments
La darrera versió de 2003, amb una durada aproximada de 27 minuts, consta dels següents moviments:
1. Andante
2. Poetico
3. Allegro

## Anàlisi musical
La simfonia captura l'essència de la música finlandesa dels anys 50, amb un primer moviment romàntic que recorda a Xostakóvitx i un segon moviment irònic que evoca Prokófiev. Aquests compositors, juntament amb altres com Bartók, Britten i Hindemith, simbolitzaven la modernitat de les obres que apareixien als programes de concerts finlandesos de l'època.